# نوبهار (مقاطعة ديواندرة)
نوبهار (بالفارسية: نوبهار) هي قرية تقع في قسم كاني شيرين الريفي (مقاطعة ديواندرة) في إيران. يقدر عدد سكانها بـ 37 نسمة بحسب إحصاء 2016.